# Miro Klinc
Miro Klinc, slovenski glasbenik in skladatelj, * 27. september 1960, Celje. 

## Življenjepis
Rodil se je 27. septembra 1960 v Celju. Odraščal je z mamo samohranilko, ki mu je omogočila spoprijemanje s prvimi instrumenti, predvsem diatonično harmoniko in klarinetom. Pri šestih letih je prejel prvo harmoniko, njegova prva učitelja pa sta bila soseda Janko Dobrotinšek in Ivan Zorko. Igranja na klarinet se je učil v glasbeni šoli v Celju in pri petnajstih letih ustanovil svojo prvo zasedbo - trio. V letih 1981 in 1982 je postal zmagovalec tekmovanja Zlata harmonika, prav tako je zmagal na mednarodnem tekmovanju v Saurisu v Italiji. Igral je tudi v ansamblu Potepuhi in zasedbi Savinjskih 7, kjer je bil klarinetist. 1985 je ustanovil lastni ansambel - Ansambel Mira Klinca. V ansamblu prepeva tudi njegova žena, kasneje se je pridružila tudi hči. Klinčev opus obsega preko 150 del, mnoge njegove skladbe (med njimi Slovenski vojak, Valček za naju ...) so ponarodele. Klinc se ukvarja tudi s poučevanjem harmonike. 
Miro Klinc nastopa tudi kot humoristični lik Klobasekov Pepi, za katerega je ustvaril tudi številne pesmi; med njimi: Mi hribovci smo fajn ljudje, Mici v avtu skače, Če ni dima, vuojgja ni idr. Nastopi lika govorijo predvsem o pogledu kmečkega gospoda na svet, moško-ženske odnose in aktualne zadeve.

### Zasebno
Poročen je z Mileno Klinc. Živi v Libojah. Njegova hči Marina je poročena s Franjom Osetom, basistom ansambla Modrijani.